# Bolzano Vicentino
Bolzano Vicentino (Bolsàn in veneto) è un comune italiano di 6 517 abitanti della provincia di Vicenza in Veneto.

## Origini del nome
Il toponimo è una formazione prediale dal nome latino gentilizio Baudius o Bautius con il suffisso -ānus. L'Olivieri 1961, p. 13, ne attesta la presenza come Bauzano in un documento dell'anno 1284, come Bulzano nel 1324 (il Rohlfs 1966, p. 168, nota l'evoluzione di au in ol in ‘’Bolzano’’ rispetto a Bautius a partire dagli albori del XIV secolo). Dunque, l'origine del toponimo è comune alle altre località italiane omonime, sebbene vi siano incertezze derivanti dall'originaria pronuncia della z (ovvero del dittongo ti nella forma latina), la quale poteva essere sia sonora (confermata dalla forma letteraria Bolgiano) sia sorda, oscillante nella pronuncia italiana e palese nella forma tedesca dialettale bóozën e póozën, da cui il nome in tedesco Bozen ed in cimbro Póuzen.

Ad ogni buon conto, la forma tedesca afferisce alla lunga fase di germanizzazione avvenuta nell'Alto Vicentino dalle invasioni longobarde al tardo periodo medioevale, durante il quale il territorio fu soggetto a colonizzazione da parte di contadini discesi dalle odierne Baviera e Svevia.

Esonimi storici sono, in latino, Baudianum o  Bauzanum, in cimbro Póuzen oppure — per distinguerlo dagli omonimi — Póuzen in Visentain, in tedesco Bozen oppure - sempre per distinguerlo dagli omonimi - Wälsch (o Welsch)-Bozen o Bozen in Wiesenthein.
Il nome della località "Ospedaletto" deriva dall'ospitale intitolato a san Bartolomeo che, intorno al X e XI secolo, i benedettini crearono poco fuori dal sobborgo di Lisiera.
Quello di "Lisiera" probabilmente deriva da Luceria, cioè da lucus = "bosco".

## Storia

### Medioevo ed età moderna
Le origini del paese si devono all'azione dei monaci benedettini del monastero dei santi Felice e Fortunato di Vicenza. Un antico documento riguarda l'ospitale di Lisiera, dove nel 1134 una comunità di fratres et conversi fu investita dall'abate di San Felice — cui dovevano obbedienza — di una notevole estensione di terre situate tra Bertesina e Monticello Conte Otto.
Bolzano fu anche sede di un'antica pieve; la sua intitolazione a Santa Maria — come la cattedrale e la maggior parte delle antiche pievi della diocesi di Vicenza — fa ritenere che lo fosse ben prima del X secolo. Nel 1297 essa aveva sotto la propria giurisdizione le cappelle di San Giorgio di Quinto di Santa Lucia di Lisiera, di San Floriano di Vigardolo e le chiese di Valproto, Lanzè e Pojanella.
Non si hanno tracce dell'esistenza di un castello a Bolzano; ammesso comunque che ci fosse, dovette trattarsi di opera trascurabile, distrutta forse all'inizio del XII secolo.
Verso la metà del Trecento, durante la signoria scaligera, il territorio di Bolzano fu sottoposto, sotto l'aspetto amministrativo, al Vicariato civile di Camisano e tale rimase, anche sotto la dominazione veneziana, sino alla fine del XVIII secolo. Il territorio però fu più volte devastato durante questo secolo dalle guerre tra gli Scaligeri e i padovani.
Nel 1404, insieme con Vicenza e tutto il territorio vicentino Bolzano entrò a far parte dei Domini di Terraferma della Serenissima e vi rimase fino al passaggio all'Austria nel 1798.

### Età contemporanea
Fu poi annesso all'Italia nel 1866, dimostrando però una certa insofferenza verso l'eccessivo centralismo del Regno d'Italia, tanto che il consiglio comunale del paese il 19 maggio del 1875 rifiutò (9 voti contro uno) al sindaco Giacomo Giaretta l'autorizzazione a comprare una fascia tricolore per le pubbliche cerimonie.

### Simboli
Lo stemma e il gonfalone sono stati concessi con regio decreto del 28 agosto 1930.
Il gonfalone è un drappo di colore verde.

## Monumenti e luoghi d'interesse
- Chiesa di Santa Maria

## Società

### Evoluzione demografica
Abitanti censiti

## Amministrazione

### Sindaci dal 1989
| Periodo       | Periodo   | Primo cittadino      | Partito              | Carica  | Note |
| ------------- | --------- | -------------------- | -------------------- | ------- | ---- |
| 1989          | 1994      | Piero Bertin         | Lista Civica         | Sindaco |      |
| 1994          | 2003      | Massimiliano Fattori | coalizione di Centro | Sindaco |      |
| 2003          | 2008      | Luigi De Boni        | Lista civica         | Sindaco |      |
| 2008          | 2013      | Massimiliano Fattori | coalizione di Centro | Sindaco |      |
| 2013          | 2023      | Daniele Galvan       | Lista civica         | Sindaco |      |
| 3 aprile 2023 | in carica | Lorenzo Cracco       | Lista civica         | Sindaco |      |

### Altre informazioni amministrative
La denominazione del comune fino al 1867 era Bolzano.

## Sport

### Calcio
La squadra di calcio del paese è l'A.C. Berton Bolzano Vicentino, la cui prima squadra milita nella Promozione.

### Pallacanestro
La squadra di pallacanestro della località è l'A.S.D. Pallacanestro Bolzano Vicentino la cui prima squadra milita nel UISP Amatori Maschile Padova.

### Atletica leggera
La società di atletica leggera di Bolzano Vicentino è l'ASD Atletica Ardens.